# Vinh Sơn Phạm Văn Dương
Vinh Sơn Phạm Văn Dương là một người thu thuế theo đạo Công giáo, tử vì đạo dưới triều vua Tự Đức, được Giáo hội Công giáo Rôma phong Hiển Thánh vào năm 1988.
Ông sinh năm 1821 tại xứ Kẻ Mèn, xã Nam Trung, huyện Tiền Hải, tỉnh Thái Bình thuộc Giáo phận Thái Bình. Ông lập gia đình và sinh được ba người con. Ngoài làm nông ông còn kiêm thêm việc thu thuế trong làng. Sau chiếu chỉ Phân sáp của vua Tự Đức, cuối tháng 9 năm 1861, ông và nhiều giáo dân bị bắt, bị phân sáp vào làng Mỹ Nhuệ. Suốt 9 tháng bị nhục hình nhưng ông vẫn quyết không bước qua Thánh Giá. Ngày 6 tháng 6 năm 1862, ông phải lãnh án thiêu sống. Thi thể được an táng tại pháp trường, sau cải táng về Nhà thờ thánh Vinh Sơn, xứ Kẻ Mèn, Giáo phận Thái Bình.